# Molly Macalister

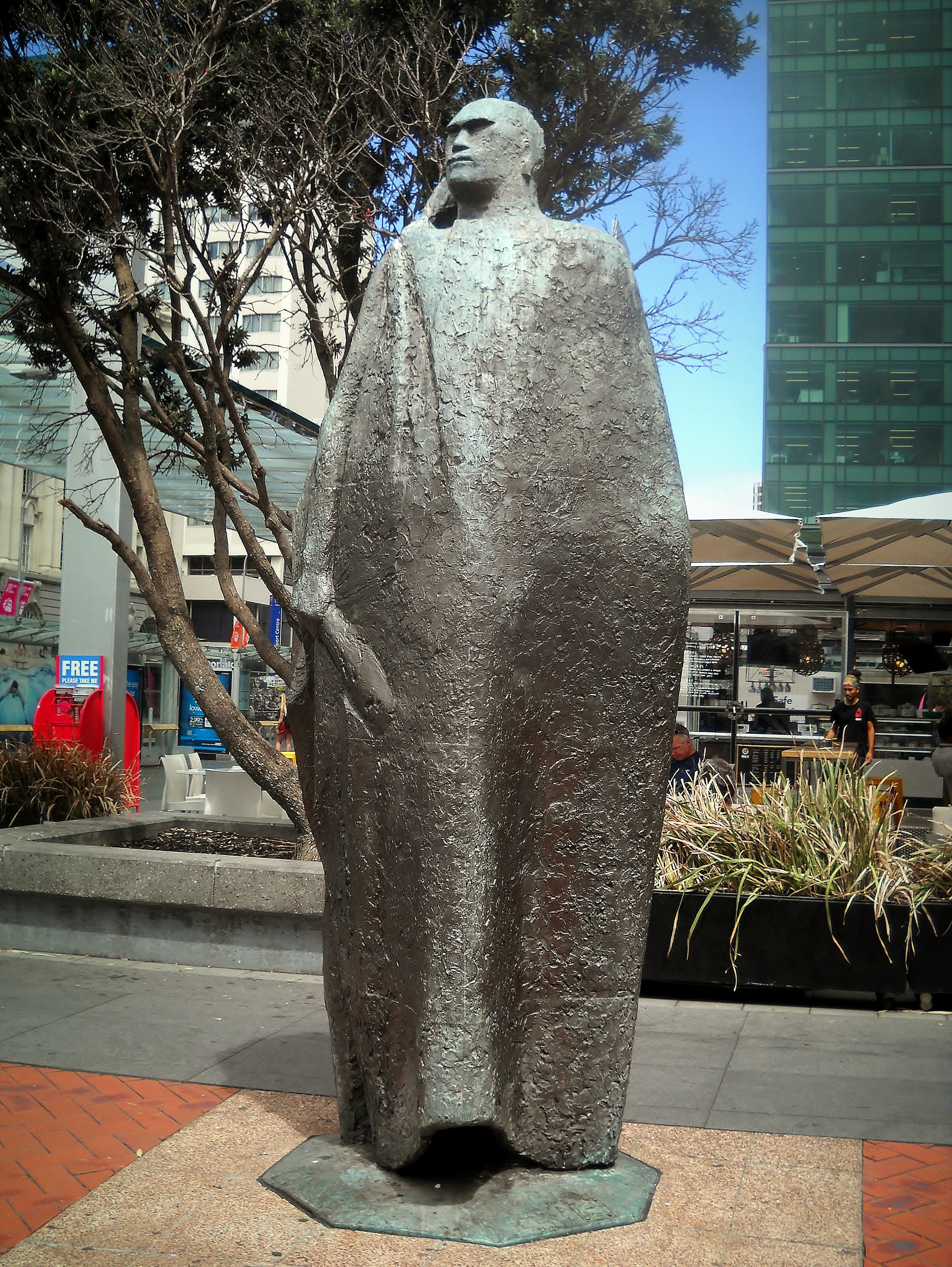
Molly Macalister: Maori Warrior. Auckland – Diese Statue wurde 1964 von der Stadt Auckland in Auftrag gegeben und 1967 fertiggestellt. Als der Entwurf erstmals präsentiert wurde, löste er eine breite Debatte darüber aus, wie eine solche Figur aussehen sollte. Einige Politiker sprachen sich für eine traditionellere Darstellung für Touristen aus: einen Maori in Kampfhaltung mit Grasrock. Macalisters Entwurf ist hingegen raffinierter. Er repräsentiert die Noblesse und Würde der Maori in einer majestätischen Figur, die an Auguste Rodins Balzac-Denkmal in Paris erinnert.

Molly Morell Macalister (* 18. Mai 1920 in Invercargill, Neuseeland; † 12. Oktober 1979 in Auckland, Neuseeland) war eine neuseeländische Bildhauerin, Malerin und Holzschnitzerin. Sie war 1964 die erste Frau in Neuseeland, die einen bedeutenden öffentlichen Kunstauftrag erhielt: die Skulptur A Māori Figure in a Kaitaka Cloak. Zu ihren herausragenden Werken zählen Unknown Political Prisoner (1952), Little Bull (1967) und die Steinreliefs für die Ark im ehemaligen Synagogengebäude in Auckland.

## Leben
Molly Macalister war die älteste von drei Töchtern von Morell (Stanley Morell) Macalister, einem Anwalt, und Catherine Holmes McQueen aus Invercargill. In ihrer Jugend erhielt sie mehrere Auszeichnungen von der Royal Drawing Society in London. Sie besuchte die Invercargill South School, die Southland Girls’ High School und die Chilton St James School in Lower Hutt, wo ihre außergewöhnliche Begabung für das Zeichnen bereits im Jahr 1937 dokumentiert wurde. Im Jahr 1938 begann sie ein Studium der Malerei und Zeichnung am Canterbury College of Arts (heute Ilam School of Fine Arts) in Christchurch, wechselte jedoch bald zur Bildhauerei, beeinflusst durch Francis Shurrock. Sie gewann 1940 den Skulpturenpreis und half bei Reliefarbeiten für die Centennial Exhibition in Wellington. 1940 ließ sie sich als Land Girl auf einer Farm in Southland nieder und arbeitete ab 1942 am Otago University Museum. 1943 zog sie nach Auckland. 1945 heiratete sie den ungarischen Bauunternehmer George Hajdu (später Haydn), mit dem sie einen Sohn bekam. Sie engagierte sich in Künstlerverbänden der Region, setzte öffentliche Skulpturprojekte durch und förderte die neuseeländische Bildhauerszene. Sie war Gründungsmitglied der New Zealand Society of Sculptors and Associates (1961) und wurde 1979 Ehrenmitglied. Sie starb im Jahr 1979 in Auckland.

## Werk

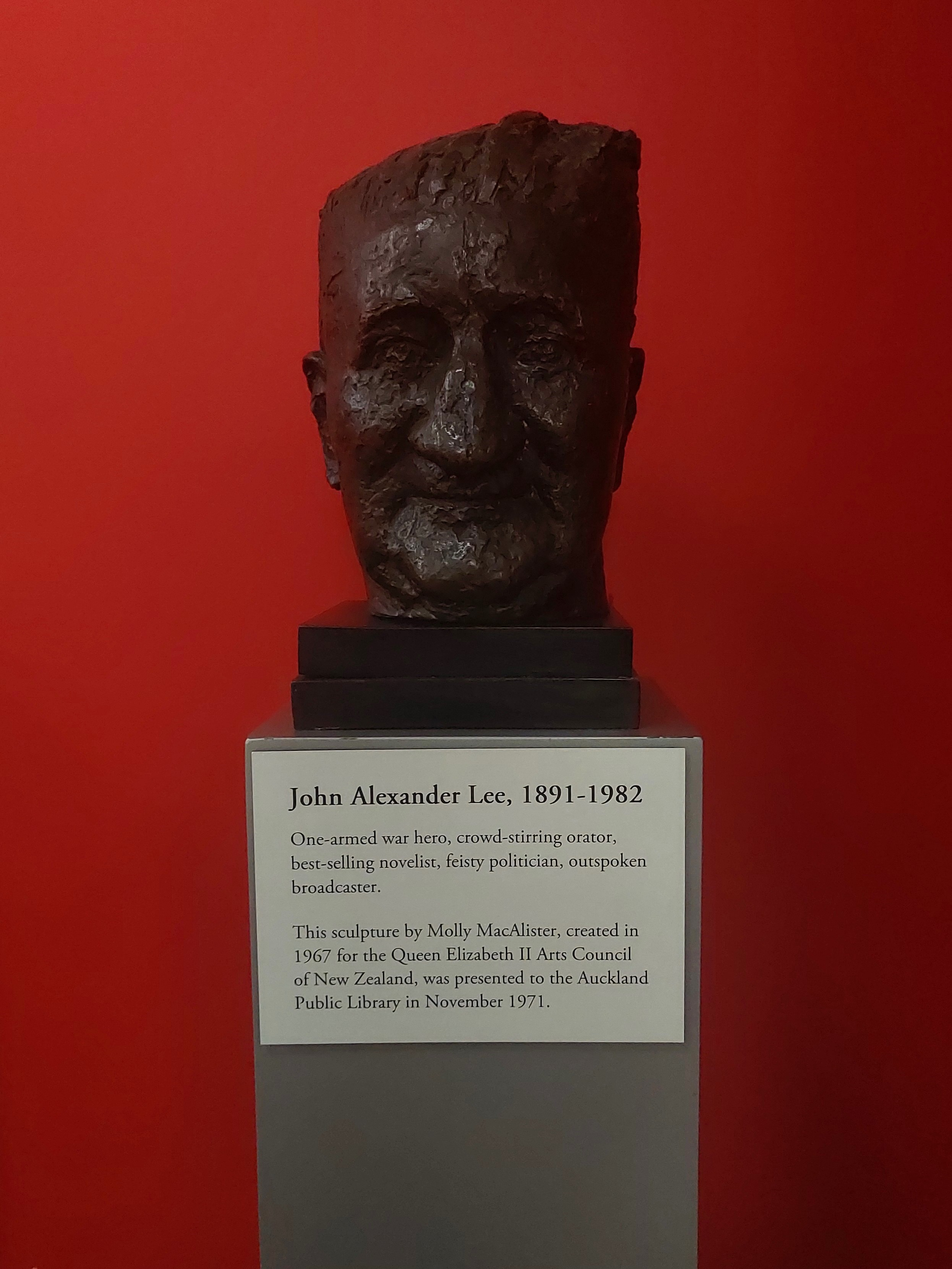
Molly Macalister: John A. Lee. Heritage Collections Reading Room, Central City Library, Auckland

Molly Macalisters Œuvre umfasst Skulpturen, Holzschnitzereien und Malerei. Ab den frühen 1950er Jahren experimentierte sie mit Beton und Gussverfahren und schuf große bronzene Monumentalskulpturen sowie klassische Steinreliefs. In ihrer Arbeit sind stilistische Einflüsse von Henry Moore und Marino Marini erkennbar. Ihre öffentlichen Monumente zeichnen sich durch ruhige Kraft und Respekt vor dem Sujet aus. Beispiele hierfür sind A Māori Figure in a Kaitaka Cloak (1964–66), das einen Māori würdevoll im Kaitaka-Mantel darstellt, sowie der lebensgroße Little Bull (1967) in den Hamilton Gardens. Sie fertigte auch sakrale Steinreliefs, beispielsweise für eine Synagoge (1968), sowie eine Büste von John A. Lee (1967). Später wandte sie sich kleinformatigen Basalt-Skulpturen (Fisch, Vogel, Schaf, Buddha) sowie versilberten Bronzekaskaden zu, beispielsweise für das North Shore Crematorium (1973). Ihre Arbeit war figurativ, blieb aber offen für moderne Material- und Formexperimente.